# Hochschule für Musik Würzburg

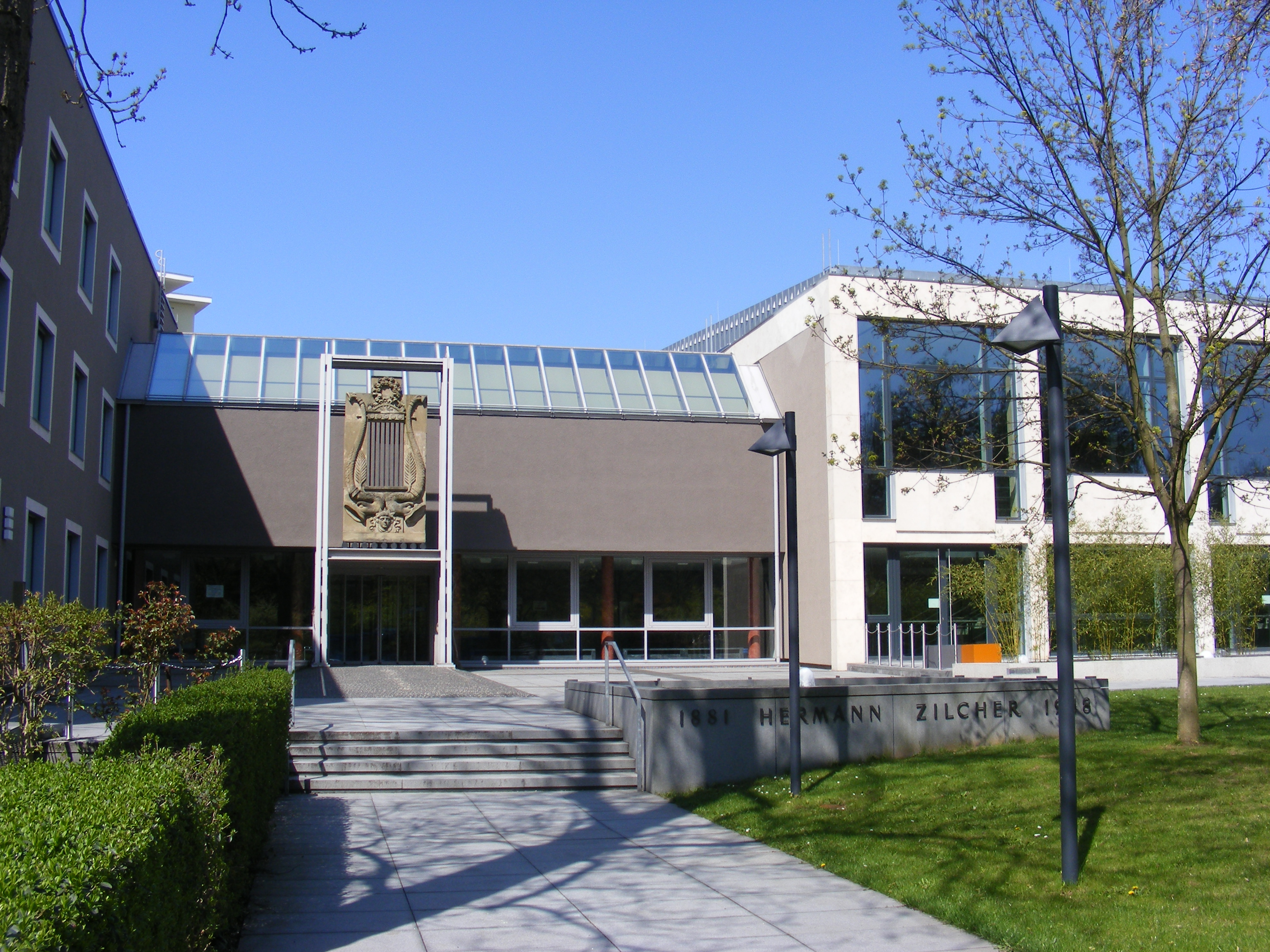
Hochschule für Musik, Würzburg

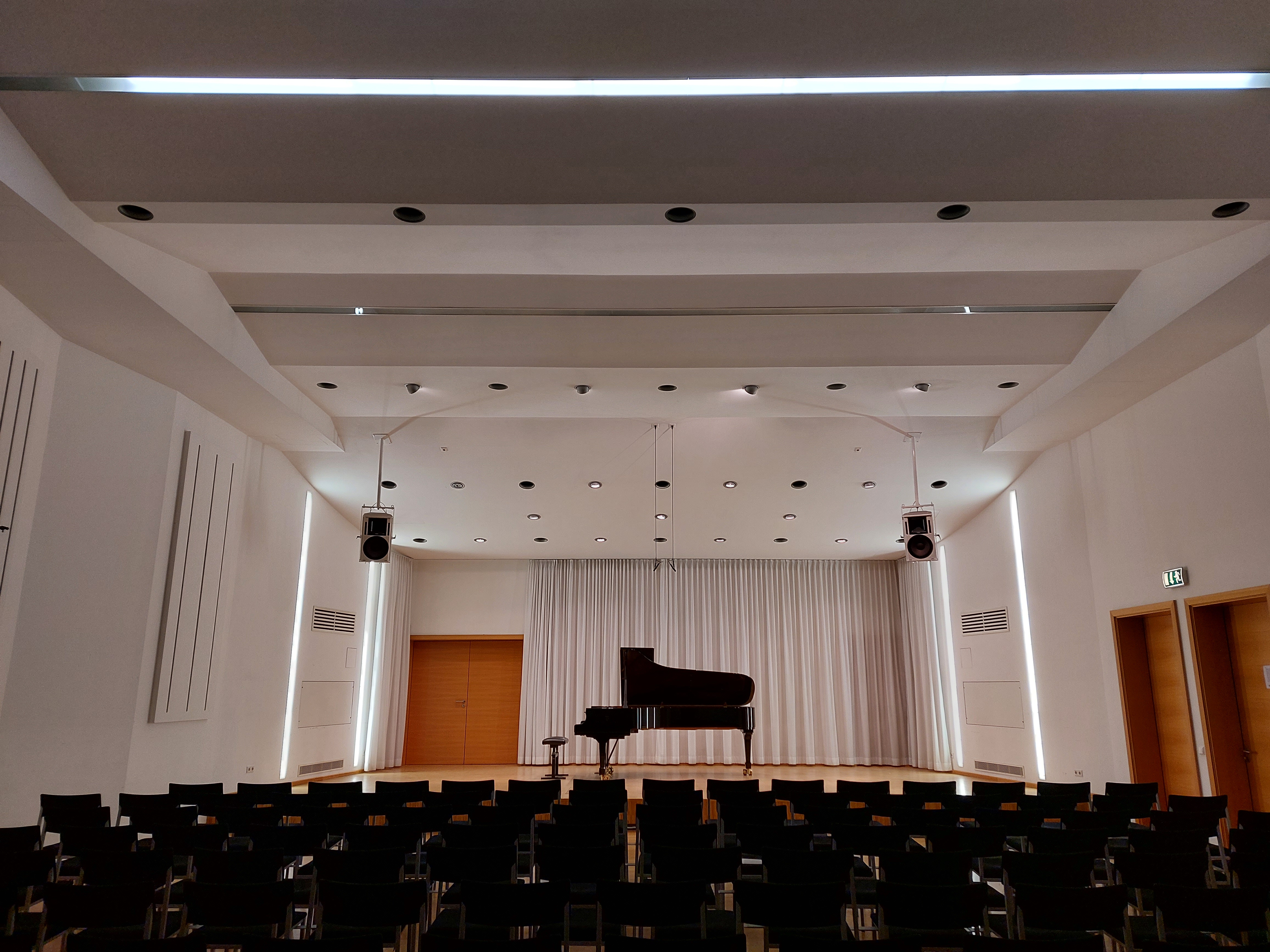
Kamermuziekzaal

De Hochschule für Musik Würzburg werd in 1797 als Collegium Musicum Academicum Wirceburgense opgericht en is een door de Duitse deelstaat Beieren gefinancierde hogeschool in Würzburg.

## Geschiedenis
Het Collegium Musicum Academicum Wirceburgense werd door Franz Joseph Fröhlich voor 1798 opgericht. Daarmee is het de oudste hogeschool voor muziek in Duitsland. In 1804 werd het Collegium Musicum tot het Öffentliche Musikanstalt an der Churfürstlichen Julius-Universität benoemd en deel van de plaatselijke universiteit. De kroniek weet te berichten, dat er om 1850 rond 680 scholieren en studenten aan deze "Musikanstalt" zijn. In 1875 volgde een splitsing van de Julius-Maximilians-Universiteit Würzburg en de inrichting werd benoemd in Königliche Musikschule. De muziekschool werd spoedig ook buiten de regio bekend. 
Richard Wagner, die korte tijd aan het theater te Würzburg werkzaam was, liet twee scholieren hun zangstudie aan de muziekschool te Würzburg studeren, omdat hij van mening was, dat de school de beste was, die hij kende. In 1894 beleefde het orkest van de hogeschool een uitvoering van Tod und Verklärung van Richard Strauss onder leiding van de componist zelf. 
In 1921 werd de hogeschool benoemd in Bayerisches Staatskonservatorium der Musik. De toenmalige directeur was Hermann Zilcher componist en oprichter van het Mozart-Festival te Würzburg. Hij bleef tot 1945 in deze functie. Op 1 september 1973 werd de naam opnieuw veranderd in Hochschule für Musik Würzburg.

## Tegenwoordig
In 2001 werd het Konservatorium für Musik der Stadt Würzburg in de Hochschule für Musik Würzburg geïntegreerd en daarmee werden de vakken elementaire muziekpedagogiek, accordeon en jazz in het spectrum van het aanbod van deze hogeschool opgenomen. Naast alle instrumentenvakken, zang, kerkmuziek en orgel kunnen ook historische instrumenten, musicologie, elementaire muziekpedagogiek, schoolmuziek, jazz, compositie en dirigeren (koor- en orkestdirectie) belegd worden. De studenten verdelen zich op drie gebouwen. In april 2008 telde de hogeschool 565 studenten, waaronder 34 studenten vanuit EU-landen kommen en 111 studenten vanuit landen buiten de Europese Gemeenschap. 